# 星曆表
星曆表（英語：Ephemeris），簡稱曆表，源自希臘文（ephemeros），即天體位置推算表，是刊載一個或多個天體每天特定時刻位置的數據表列，通常還附帶其他補充資料；而天文年曆也是星曆表的一種。
星曆表最早源於十六世紀佛兰德伯国天文學家约翰内斯·斯塔迪乌斯在1554年出版的「auctae新星曆表」，該星曆表列出行星位置，但未完全正確。例如在Stadius星曆表中水星位置就有10度以上的週期性誤差。
表中列出每天在特定時刻（正午或子夜）的太陽系天體的視位置（直角座標系統的地平高度、赤道座標系的赤經與赤緯、黃道座標系的黃經與黃緯等）用於高精度測量的星曆表更會列出較亮恆星的位置，因計算之恆星以上萬計，所編成的星曆表亦相當厚。
星曆表至少可以推導過去與未來數個世紀的天體位置。雖然天體力學計算的精度已很高，對不久的未來的位置可依賴計算得知。但長遠而言仍有不確定的因素，例如為數眾多質量仍未知的小行星所造成的攝動是不能被忽略。星曆表最常用在天體測量時校對天體的特殊位置，地球上這種差異極小，很多時候不會被注意到，但對於測量接近地球的小行星或是精確校正月球位置時，此時差異就變得很重要，因為這可能意味著一些外在因素使其有這樣的變化出現或者是檢定儀器或人為方面的誤差等。
現在更有用於電腦上，可動態演示位置的天文軟件出現，能列出天上幾乎任何天體，行星和其衛星的動態位置，如果有需要還可列出彗星或小行星，通常只需幾個點擊就可列出，十分方便；星曆表為太空船的太空探測、以及地面望遠鏡對恆星和星系的觀測與定位提供重要資訊。

## 占星學用到的星曆
有些民用的星曆表也會提供天文學家與占星家有興趣的天象資料，例如日食、月食、行星視運動資料、恆星時、月相，還有一些小行星在特定時間的位置。有些還會列出太陽系天體每月位置，其赤道坐標位置、黃經等。
在占星學而言，雖然始終是以地球為中心點計算，但以太陽為中心點計算的占星學正在發展，不過以此標準計算的星曆表還未完善，並且由於這種以太陽為中心的特殊星曆表必須計算和用於取代不適用的以地球為中心的標準西洋占星學來構成天宫图。

## 天文年曆
為天文測量而編制的天文年曆（Astronomical Almanac）幾乎都會包含前述的天體的赤道坐標位置，因為這是在以全天星圖和望遠鏡天文觀測上常用到的，且編算時所採用的曆元必須標示出來。現今大部分所採用的曆元皆以J2000.0為編算基準（一些用在高精度測量方面的星曆表甚至以該年年中的曆元為準），一些20世紀編算的天文年曆仍會用上B1950.0。
天文年曆與星曆表的不同之處在於，天文年曆（尤其是民用的天文年曆）會刊登天文愛好者更常用到的觀測資料，包括月球、行星、主要小行星或彗星的赤道座標，還有諸如與太陽角距、亮度、與地球距離、運行速度、視直徑、相位與出沒、上中天時刻等單純與位置有關資訊等等，或者是火星、木星的中央經度、行星衛星的全年位置，土星更會包括環傾角等，給天文攝影的同好預測拍攝的有利時間。其他方面包括流星雨出沒時間、變星亮度極大的預測時間等。
臺北市立天文科學教育館的《天文年鑑》、中央氣象局天文站的《天文日曆》、香港天文台的《香港天文台年曆》、紫金山天文台的《中國天文年曆》即是天文年曆。最具有權威性的天文年曆為美國海軍天文台和英國皇家航海年曆局共同出版的《天文年曆》（Astronomical Almanac）。天文年曆原是為航海定位而編算，《天文年曆》的前身即是《航海年曆》（Nautical Almanac，又譯作：航海通書、航海曆書、航海曆），不過現在的天文年曆已著重於天文觀測和研究。

## 人造衛星星曆
衛星星曆，是人造衛星在每日各個時刻的位置數據列表，常用於卫星导航系统（GNSS）。例如，為了從GNSS觀測量當中計算出點位之位置，必須獲知衛星觀測時刻的三維座標。衛星星曆提供軌道參數之訊息，星曆可以用來決定衛星之座標並包含衛星之準確度和性能狀況，並透過GNSS觀測量來獲得地表測站之座標。
目前而言，GNSS資料之衛星資訊可分為廣播星曆（Broadcast ephemeris）和精密星曆（Precise ephemeris）。廣播星曆是衛星傳播之訊號內所載之衛星位置，而精密星曆是全球衛星追蹤站收集各站之衛星資料後經由嚴密平差計算，得知衛星之位置，其精度高於廣播星曆。

## 外部連結

### 天文學星曆表
- NASA噴氣推進實驗室線上星曆表系統（適用於全世界）及其介紹 （页面存档备份，存于）（英文）
- 星曆表軟件 （页面存档备份，存于），Steve Moshier設計
- 天文愛好者實用星曆表 （页面存档备份，存于）─美國《天空和望遠鏡》雜誌

### 占星學星曆表
- 前600年－2400年星曆表 （页面存档备份，存于），在1900至2050年還包括天體方位。
- 1891年至2100年 地心編算星曆表
- （页面存档备份，存于） 每月星曆表
- （页面存档备份，存于） 6,000年星曆表

### 相關論文
- 小行星的攝動對星曆表精度的長期影響（英文）
- Kharin, A. S. and Yuri B. KolesnikKolesnik, Y. B.；由光學觀測導致的星曆表誤差（英文） (1990),IAU SYMP.141 P.189, 1989.

### 書目
- Montenbruck, Oliver. . Springer-Verlag. 1989. ISBN 978-0-387-50704-0.

- Meeus, Jean. . Willmann-Bell. 1991. ISBN 978-0-943396-35-4.